# Die Bremer Stadtmusikanten (Riga)

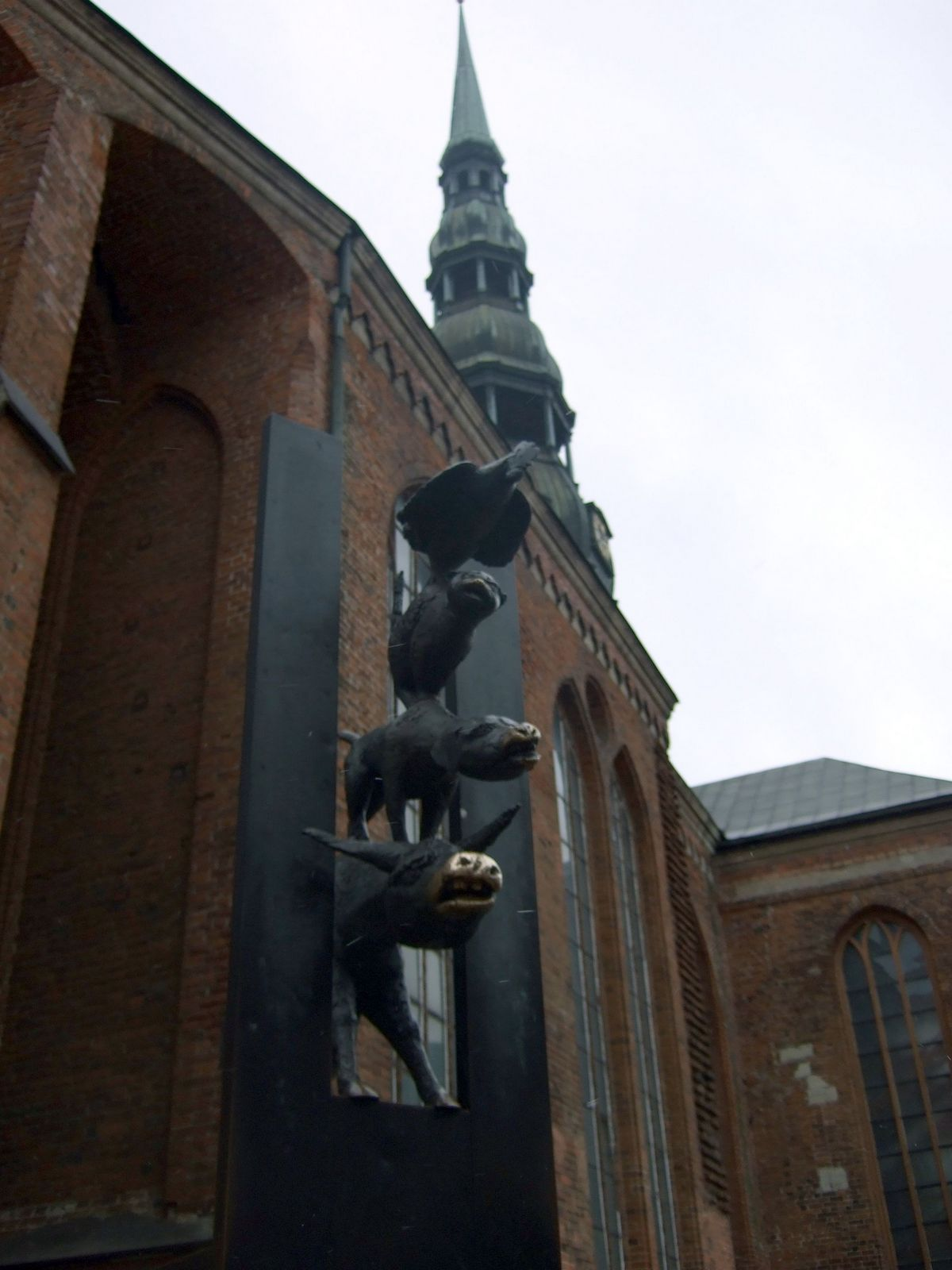
Die Bremer Stadtmusikanten - Skulptur in der lettischen Hauptstadt Riga

Die Bremer Stadtmusikanten (lettisch Brēmenes pilsētas muzikanti) ist eine Die Bremer Stadtmusikanten darstellende Skulptur in der lettischen Hauptstadt Riga.

## Lage
Sie befindet sich auf der Südseite der Scharrenstraße (Skārņu iela) nördlich der Petrikirche in der Rigaer Altstadt.

## Gestaltung und Geschichte
Die Skulptur wurde 1990 als Geschenk der Stadt Bremen an die Partnerstadt Riga übergeben und aufgestellt. Sie ist eine von Christa Baumgärtel geschaffene Interpretation einer 1953 von Gerhard Marcks hergestellten und vor dem Bremer Rathaus stehenden Skulptur.
Die Skulptur stellt die Figuren des Märchens der Bremer Stadtmusikanten einen Esel, einen Hund, eine Katze und einen Hahn dar, die jeweils aufeinander stehen. Anders als beim Bremer Denkmal ist die Tierformation zwischen zwei massiven Metallbändern angeordnet. Die Lücke, durch die die Tiere schauen, stellt den sich überraschend geöffneten Eisernen Vorhang dar. Die Mimik und Haltung der Tiere zeigt, anders als beim Bremer Vorbild, die mit der Öffnung des Vorhangs und der sich damit bietenden neuen Freiheit einhergehende Überraschung und Emotionen.
Die aus Bronze gefertigte Skulptur ruht auf einem steinernen Sockel und ist insgesamt drei Meter hoch.
Auf der Vorderseite des Steinsockels befindet sich eine Inschrift, die auf Lettisch und Deutsch den Namen der Skulptur, die Künstlerin und die Stifterin nennt. Der deutsche Text lautet:
DIE BREMER STADTMUSIKANTEN

KÜNSTLERIN: CHRISTA BAUMGÄRTEL, 1990

GESCHENK DER FREIEN HANSESTADT BREMEN

## Ritual
Im Volksglauben wird gesagt, dass das Reiben der Nasen der Tiere Glück bringen würde. Je höher man käme umso mehr Glück würde einem zuteil. Da die Skulptur zum touristischen Standardprogramm von Riga-Besuchern zählt und diesen das Ritual von Stadtführern nahegelegt wird, glänzen die Nasen der Tiere mittlerweile goldfarben.